# Acalypha polymorpha
Acalypha polymorpha är en törelväxtart som beskrevs av Johannes Müller Argoviensis. Acalypha polymorpha ingår i släktet akalyfor, och familjen törelväxter. Inga underarter finns listade i Catalogue of Life.